# صورمان أباد
صورمان‌ أباد هي قرية في مقاطعة أرومية، إيران. يقدر عدد سكانها بـ 345 نسمة بحسب إحصاء 2016.